# 滝平二郎
滝平 二郎（たきだいら じろう、1921年（大正10年）4月1日 - 2009年（平成21年）5月16日）は、日本の版画家・きりえ作家である。日本美術会委員、日本児童出版美術家連盟会員、日本きりえ協会代表委員。

## 来歴
※四国新聞記事以外の出典は『滝平二郎望郷編』。
茨城県新治郡玉川村（現：小美玉市）に生まれる。実際には4月10日生まれだが、父親が早く学校に入れたいために4月1日と繰り上げて誕生日を届け出たため、入学が1年繰り上がった。
茨城県立石岡農学校（現：茨城県立石岡第一高等学校）在学中は風刺漫画に関心を寄せていた。1938年に農学校を卒業し、同年若林一男や高林宏一らと漫画研究同人展を開くが、卒業後は木版画へと向かった。
1941年、徴兵検査で乙種合格となる（応召免除）。翌年、造形版画協会第6回展に初出品する。
1943年、豊橋第一陸軍予備士官学校に入学。見習士官（少尉）として飛行第20戦隊（隼戦闘機部隊）に配属された。1944年3月、大阪から、北海道沼ノ端へ戦隊が移動する。8月、沖縄本島の読谷飛行場へ部隊が再度移動した。このとき、兵員輸送係将校に任じられる。
1945年にアメリカ軍が沖縄に上陸して沖縄戦に突入、敵の攻勢を受けて本島北部へと逃れ、その後山中を彷徨する。8月3日、食料を探しに村へ降りたところ捕虜となる。
1946年5月に復員し、日本美術会に入る。1948年に日本新版画懇話会が発足すると、メンバーとなった。
1955年頃に東京都豊島区に移り住み、木版画制作のかたわら、装幀や挿画など本格的に出版美術の仕事を始める。1967年に、斎藤隆介と組んだ絵本『ベロ出しチョンマ』を刊行。その後も齋藤とは複数の絵本を世に送る。
1968年、第6回国際版画ビエンナーレ展に招待出品する。1970年から1977年にかけ、朝日新聞日曜版にきりえ作品を連載した。
2005年、首都圏新都市鉄道つくばエクスプレス守谷駅のコンコース内に設定されたステンドグラス「日本のふる里 筑波夕照とさくら」の原画・監修を手掛けた。

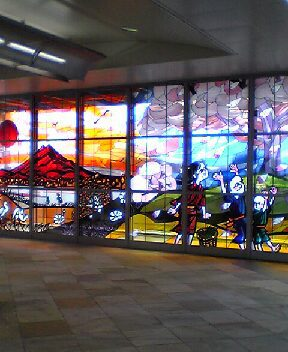
守谷駅のステンドグラス

2009年5月16日、癌により千葉県流山市の病院で死去（満88歳没）。
2016年、石岡駅自由通路2階に滝平の作品「ふるさとの四季」4点をもとにしたステンドグラスが設置された。
2022年6月11日から長野県岡谷市のイルフ童画館にて「滝平二郎展〜静謐なひととき〜」開催。

## 主な作品

### 自著
- はだかの王さま 金の星社 1972
- きりえの世界 河出書房新社 1972
- 滝平二郎きりえ画集 1 - 7集 講談社 1972 - 1978
- 滝平二郎の世界 すばる書房 1975
- 滝平二郎きりえの四季 1 - 8 講談社 1976 - 1977
- 里の四季 講談社文庫 1977
- 滝平二郎版画集 河出書房新社 1977
- 滝平二郎望郷篇 美術出版社 1979
- 滝平二郎作品集 全15巻 岩崎書店 1984 - 1985
- 母のくれたお守り袋 随筆集 岩崎書店 1991
- ふるさとの風と雲 滝平二郎画集 岩崎書店 1994 ISBN 978-4265944323

### 挿絵（斎藤隆介）
- ベロ出しチョンマ 理論社 1967（2000年新装：ISBN 978-4652005095）
- 八郎 福音館書店 1967（日本傑作絵本シリーズ）ISBN 978-4834001143
- ゆき 講談社 1969
- 三コ 福音館書店 1969
- 花さき山 岩崎書店 1969（ものがたり絵本）ISBN 978-4265908202
- 立ってみなさい 新日本出版社 1969
- ちょうちん屋のままッ子 理論社 1970
- モチモチの木 岩崎書店 1971（創作絵本）
- 半日村 岩崎書店 1980
- ソメコとオニ 岩崎書店 1987

### 挿絵（その他）
- かにむかし 宇野重吉の語りきかせ 木下順二 風濤社 1968. NCID BN14823232
- こどもの四季 加太こうじ 河出書房新社 1972
- たなばたさま 住井すゑ 河出書房新社 1982（絵本集）
- ちえのはじまり くふうのちから かこさとし
- 土の童子 那須田稔 金の星社 1970
- テンヨ武田（山梨県の調味料メーカー）「ビミサン」ラベル
- 鹿島鉄道記念乗車券「滝平二郎切絵と鹿島参宮鉄道唱歌」シリーズ1-3 1987-1990

## 賞歴
- 第1回講談社出版文化賞ブックデザイン部門（『花さき山』、1970年）[6]
- 1974年度モービル児童文化賞
- 第10回絵本にっぽん賞（1987年）